# Eleição municipal de Itabuna em 2016
A eleição municipal de Itabuna em 2016 foi realizada para eleger um prefeito, um vice-prefeito e 21 vereadores no município de Itabuna, no estado brasileiro da Bahia. Foram eleitos Fernando Gomes Oliveira (Democratas) e Fernando Gomes Vita para os cargos de prefeito(a) e vice-prefeito(a), respectivamente. 
Seguindo a Constituição, os candidatos são eleitos para um mandato de quatro anos a se iniciar em 1º de janeiro de 2017. A decisão para os cargos da administração municipal, segundo o Tribunal Superior Eleitoral, contou com 150 220 eleitores aptos e 36 197 abstenções, de forma que 24.1% do eleitorado não compareceu às urnas naquele turno.

## Eleição municipal de Itabuna em 2016 para Prefeito
A eleição para prefeito contou com 9 candidatos em 2016: Gilberto Cunha Santana Filho do Podemos (Brasil), Geraldo Simoes de Oliveira do Partido dos Trabalhadores, Augusto Narciso Castro do Partido da Social Democracia Brasileira, Jose Nilton Azevedo Leal do Partido Trabalhista Brasileiro, Davidson Magalhães do Partido Comunista do Brasil, Fernando Gomes Oliveira do Democratas (Brasil), Antonio Mangabeira França do Partido Democrático Trabalhista, Jose Roberto da Silva do Partido Socialista dos Trabalhadores Unificado, Elivandro Ramos Chagas do Partido Socialismo e Liberdade que obtiveram, respectivamente, 708, 8 104, 17 903, 17 257, 5 973, 34 152, 18 813, 2 168, 313 votos. O Tribunal Superior Eleitoral também contabilizou 24.1% de abstenções nesse turno. 
| Candidato(a)                        | Vice                                      | Coligação                                                      | Votos recebidos | Percentual |
| ----------------------------------- | ----------------------------------------- | -------------------------------------------------------------- | --------------- | ---------- |
| Fernando Gomes Oliveira (DEM)       | Fernando Gomes Vita                       | Unidos Por Itabuna                                             | 34152           | 32.41%     |
| Antonio Mangabeira França (PDT)     | Marco Antonio Pereira Wense               | Partido Democrático Trabalhista (sem coligação)                | 18813           | 17.85%     |
| Augusto Narciso Castro (PSDB)       | João Otavio de Oliveira Macedo            | É Hora de Cuidar de Itabuna                                    | 17903           | 16.99%     |
| Jose Nilton Azevedo Leal (PTB)      | Roberto Jose da Silva                     | Humildade e Trabalho                                           | 17257           | 16.37%     |
| Geraldo Simoes de Oliveira (PT)     | Valci Gois Serpa de Oliveira              | Com a Força do Povo, Itabuna Forte de Novo                     | 8104            | 7.69%      |
| Davidson Magalhães (PCdoB)          | Marilene Duarte dos Santos                | Melhor pra Itabuna                                             | 5973            | 5.67%      |
| Jose Roberto da Silva (PSTU)        | Synthya Torquato dos Reis                 | Partido Socialista dos Trabalhadores Unificado (sem coligação) | 2168            | 2.06%      |
| Gilberto Cunha Santana Filho (PODE) | Daniele Franciane Celestino Simões Santos | Atitude e Competência                                          | 708             | 0.67%      |
| Elivandro Ramos Chagas (PSOL)       | Jose Ademaques dos Santos                 | Partido Socialismo e Liberdade (sem coligação)                 | 313             | 0.3%       |

## Eleição municipal de Itabuna em 2016 para Vereador
Na decisão para o cargo de vereador na eleição municipal de 2016, foram eleitos vereadores com um total de 105 700 votos válidos. O Tribunal Superior Eleitoral contabilizou 2 608 votos em branco e 5 715 votos nulos. De um total de 150 220 eleitores aptos, 36 197 (24.1%) não compareceram às urnas .
| Nome                                | Partido político                                | Coligação                                       | Votos recebidos | Percentual |
| ----------------------------------- | ----------------------------------------------- | ----------------------------------------------- | --------------- | ---------- |
| Jaridson Valete Pires               | Partido da República (PR)                       | Unidos para Vencer                              | 1883            | 1.78%      |
| Aldenes Meira Santos                | Partido Comunista do Brasil (PCdoB)             | Partido Comunista do Brasil (sem coligação)     | 1852            | 1.75%      |
| Francisco Edes Batista              | Partido Republicano Brasileiro (PRB)            | Unidos para Vencer                              | 1750            | 1.66%      |
| Ronaldo Geraldo dos Santos          | Partido da Mobilização Nacional (PMN)           | Unidos para Vencer                              | 1580            | 1.49%      |
| Edmilson Cabral de Santana Junior   | Partido Humanista da Solidariedade (PHS)        | É Hora de Cuidar de Itabuna 2                   | 1449            | 1.37%      |
| Manoel Raimundo Alves Junior        | Partido Verde (PV)                              | Atitude e Competência                           | 1219            | 1.15%      |
| Jairo Araujo dos Santos             | Partido Comunista do Brasil (PCdoB)             | Partido Comunista do Brasil (sem coligação)     | 1138            | 1.08%      |
| Francisco Jose Carmo dos Reis       | Partido da Social Democracia Brasileira (PSDB)  | É Hora de Cuidar de Itabuna 1                   | 1135            | 1.07%      |
| Josue de Souza Brandão Junior       | Partido dos Trabalhadores (PT)                  | Itabuna Mais Forte                              | 1114            | 1.05%      |
| Alex Alves de Melo                  | Partido Trabalhista Cristão (PTC)               | Partido Trabalhista Cristão (sem coligação)     | 1111            | 1.05%      |
| Jose Antonio de Oliveira Cavalcante | Movimento Democrático Brasileiro (MDB)          | Unidos Por Itabuna                              | 1103            | 1.04%      |
| Manoel Farias da Silva              | Partido Popular Socialista (PPS)                | Melhor pra Itabuna                              | 1098            | 1.04%      |
| Milton Santos Gramacho              | Partido Renovador Trabalhista Brasileiro (PRTB) | Unidos Por Itabuna                              | 1086            | 1.03%      |
| Paulo Roberto Almeida Silveira      | Partido da Social Democracia Brasileira (PSDB)  | É Hora de Cuidar de Itabuna 1                   | 1055            | 1%         |
| Ricardo Dantas Xavier               | Partido Popular Socialista (PPS)                | Melhor pra Itabuna                              | 961             | 0.91%      |
| Jose Erivanio Sobreira dos Santos   | Partido Humanista da Solidariedade (PHS)        | É Hora de Cuidar de Itabuna 2                   | 830             | 0.79%      |
| Charliane Sousa da Silva            | Partido Trabalhista Brasileiro (PTB)            | Partido Trabalhista Brasileiro (sem coligação)  | 827             | 0.78%      |
| Gidevaldo Lauro Santos              | Partido Trabalhista Cristão (PTC)               | Partido Trabalhista Cristão (sem coligação)     | 808             | 0.76%      |
| Alexandro Vieira Santos             | Partido Trabalhista Brasileiro (PTB)            | Partido Trabalhista Brasileiro (sem coligação)  | 755             | 0.71%      |
| Robson Santos Sá                    | Progressistas (PP)                              | Unidos Somos Fortes                             | 687             | 0.65%      |
| Enderson Bruno dos Santos           | Partido Democrático Trabalhista (PDT)           | Partido Democrático Trabalhista (sem coligação) | 669             | 0.63%      |

- Eleições municipais no Brasil em 2016